# René Jarry-Desloges
René Jarry-Desloges (1868 — 1951) foi um astrônomo amador francês.
Trabalhou no seu próprio observatório. Observou os planetas, e foi capaz de confirmar o período rotacional de mercúrio, deduzido a primeira vez por Giovanni Schiaparelli.